# Vertrag von Segovia
Der Vertrag von Segovia war ein Dokument, in dem das Königspaar Isabella I. von Kastilien und Ferdinand V. von Kastilien am 15. Januar 1475 die Grundlagen für ihre zukünftige gemeinsame Regierung festlegten.  Die Vereinbarung kam durch eine Entscheidung zustande, die der Erzbischof von Toledo Alfonso Carrillo und der Kardinal Pedro González de Mendoza getroffen hatten. Dieses Abkommen war nicht nur eine private Absprache, es bekam durch die Unterschrift einer großen Anzahl von Granden der Reiche der Krone von Kastilien und die Bestätigung durch die Cortes von Kastilien eine öffentliche Bedeutung.

## Vorgeschichte

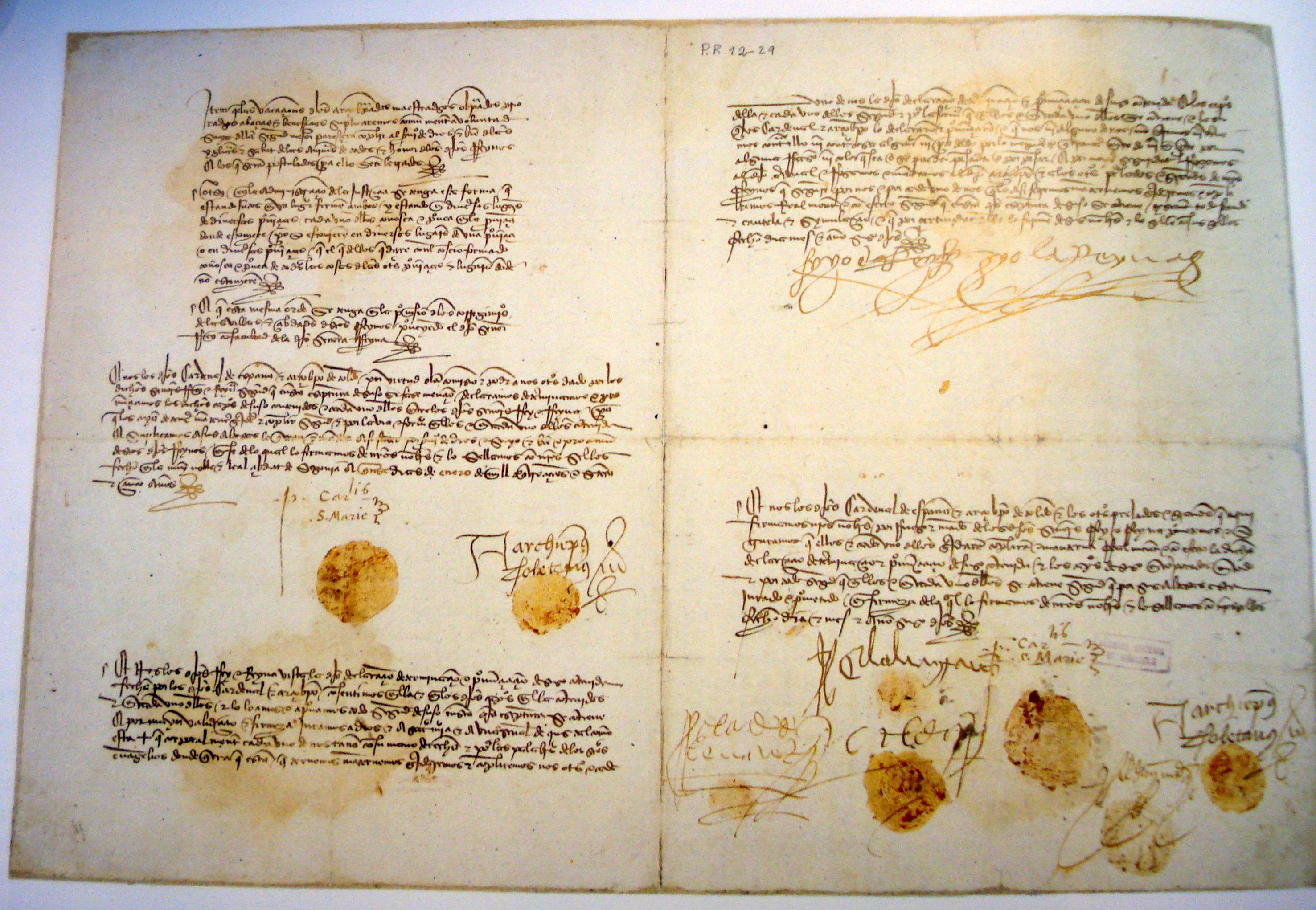
Vertrag von Segovia im Archivo General de Simancas

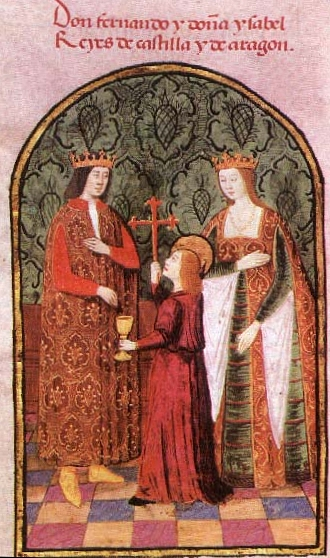
Ferdinand und Isabella
Könige von Kastilien und Aragonien

### Verträge von Cervera
Nach dem Tod ihres jüngeren Bruders Alfons von Kastilien war Isabella in der Thronfolge in Kastilien an die erste Stelle gerückt, wenn auch diese Thronfolge umstritten war. Im September 1468 nahm König Johann II. von Aragonien Verhandlungen mit Isabella auf. Es sollte eine Heirat zwischen ihr und Ferdinand, dem Thronfolger von Aragonien, vereinbart werden. Diese Verhandlungen fanden statt, ohne dass Isabellas älterer Bruder, Heinrich IV. von Kastilien darüber informiert war. Heinrich hatte andere Heiratspläne für seine Schwester.
Anfang 1469 einigten sich die zukünftigen Ehepartnern auf den Inhalt der Eheverträge. Einige Abschnitten befassten sich mit der Versorgung Isabellas in der Zeit vor dem Antritt der Thronfolge. Andere Abschnitte, bezogen sich auf die später zu betreibende Politik: Ferdinand verpflichtet sich Krieg gegen die ungläubigen Mauren zu führen (hacer guerra a los moros). Ferdinand versprach Recht zu sprechen, die Freiheit der Kirchen und die Vorrechte der Städte Kastiliens zu wahren und keine Gesetze, Erlasse oder Anordnungen ohne die Zustimmung seiner Frau zu unterschreiben. Ihr waren die Gewährung von Gnadenakten und der Empfang von Treueeiden und Huldigungen vorbehalten. Sie war zuständig für die Vorschläge bei der Besetzung von Bischofssitzen und Stellen der Großmeister der Ritterorden, Priorate, Festungskommandanten und Vorsitzenden der Stadträte (Corregidores) und anderer öffentliche Ämter. Darüber hinaus war Ferdinand nicht berechtigt, ohne Zustimmung seiner Frau Kastilien zu verlassen, Kriege zu führen oder Frieden zu schließen.
Die Verträge wurden in Cervera im März 1469, also sieben Monate vor der Eheschließung, von Ferdinand unterschrieben.

### Eheschließung
Am 19. Oktober 1469 heirateten Isabella und Ferdinand in Valladolid. Das geschah gegen den Willen des Königs Heinrich IV. Da Isabella und Ferdinand nahe Verwandte waren (ihre Großväter Heinrich III. von Kastilien und Ferdinand I. von Aragonien waren Brüder) war eine päpstliche Dispens Voraussetzung für die Rechtmäßigkeit der Ehe. Diese Dispens wurde im Dezember 1471 durch Papst Sixtus IV. mit rückwirkender Gültigkeit ausgestellt. An der Rechtmäßigkeit der Verbindung zwischen Isabella und Ferdinand bestand ab diesem Zeitpunkt kein Zweifel mehr. Das Paar hielt sich in der folgenden Zeit hauptsächlich in Kastilien auf. Ferdinand reiste mehrfach nach Aragonien, Katalonien und Valencia, um dort seinen Vater militärisch zu unterstützen und politische Verhandlungen u. a. mit dem aus Valencia stammenden päpstlichen Gesandten Roderic Llançol i de Borja (dem späteren Alexander VI.) und kastilischen Adeligen zu führen.

### Übernahme der Regierung durch Isabella
In der Nacht vom 11. auf den 12. Dezember 1474 starb König Heinrich IV. von Kastilien in Madrid. Isabella, die die Nachricht vom Tod ihres Bruders in Segovia erhielt, ließ am 12. Dezember eine Totenmesse für ihn abhalten. Schon am folgenden Tag wurde sie in Segovia zur Königin ausgerufen. Sie legte öffentlich ihren Königseid ab und forderte die in den Cortes vertretenen Städte schriftlich auf einen Treueschwur auf sie zu leisten. (In Kastilien wurden die Könige nicht gekrönt.) Die Bezeichnung in allen Verlautbarungen war: Isabella, Königin von Kastilien; Ferdinand, ihr rechtmäßiger Gemahl. Isabella handelte sehr schnell um gegenüber ihrer möglichen Gegenspielerin, ihrer Nichte Johanna, einen Vorsprung zu haben. Sie wartete daher nicht die Ankunft ihres Ehemannes Ferdinand in Segovia ab. Der hielt sich zu dieser Zeit in den Reichen der Krone von Aragonien auf, um dort in Saragossa Cortes abzuhalten und seinen Vater (er war damals über 75 Jahre alt und fast blind) bei der militärischen Abwehr französischer Angriffe im Roussillon zu unterstützen.
Der feierliche Einzug Ferdinands in Segovia fand am 2. Januar 1475 statt. Unter einem Baldachin, begleitet vom Erzbischof von Toledo und dem Kardinal Mendoza schwor er beim Einreiten in die Stadt am Tor Sankt Martin die Vorrechte und Freiheiten der Stadt zu wahren. Anschließend ging Ferdinand in die Kathedrale, um zu beten und erneut seinen Eid abzulegen. Dann begab er sich in den königlichen Palast, wo seine Frau ihn erwartete.

### Vertragsverhandlungen
Es war offensichtlich, dass sich das Paar nach dem königlichen Empfang Ferdinands in der Stadt darüber einig werden musste, welche Position Ferdinand und Isabella bekleideten und welches die rechtliche Grundlage für die Ausübung ihrer jeweiligen Staatsgewalt sei. Dabei gab es unterschiedliche Auffassungen über den Status König Ferdinands. Die Formulierung, die Isabella bei der Proklamation verwendet hatte, erschien Ferdinand zu sehr darauf hinzuweisen, dass ihm nur die Rolle eines Prinzgemahls zukommen sollte. Um dieses Problem nicht zu einem persönlichen Streit zwischen den Eheleuten werden zu lassen, einigten sie sich darauf, dass der Erzbischof von Toledo und der Kardinal Mendoza eine Entscheidung treffen sollten, der sich beide unterwerfen wollten. Die beiden Kirchenfürsten orientierten sich einerseits an historischen Präzedenzfällen, andererseits aber an dem, was in den Verträgen von Cervera bereits vereinbart worden war und damit unstrittig sein sollte. Am 15. Januar 1475 legten sie ihre Entscheidung vor. Isabella und Ferdinand erklärten sich einverstanden und schworen die Regelungen in ihrem zukünftigen Handeln zu beachten.
Isabella stellte klar, dass es sich bei den Regelungen nicht um originäre Rechte Ferdinands handele, sondern um eine Abtretung von ihr zustehenden Rechten an ihn. Entsprechend dieser Rechtslage verzichtete Ferdinand beim Tod Isabellas im Jahr 1504 unverzüglich auf den Titel und die Rechte eines Königs von Kastilien und führte die Regierungsgeschäfte weiter, als Regent für seine nicht im Land anwesende Tochter Königin Johanna I. von Kastilien.
Die Urkunde wurde nicht nur von Isabella und Ferdinand als vertragschließende Parteien, sondern auch von den Autoren, dem Kardinal Mendoza und dem Erzbischof von Toledo, unterschrieben. Eine große Zahl der in Segovia anwesenden Granden von Kastilien nahmen den Vertrag zur Kenntnis und bestätigten dies durch ihre Unterschrift. Darüber hinaus ratifizierten die Cortes von Kastilien die Vereinbarung.

## Inhalt
- Titelführung: In allen öffentlichen Urkunden und Veröffentlichungen, auf Münzen und Siegeln werden der König und die Königin genannt. Der Name des Königs steht vor dem der Königin, aber das Wappen von Kastilien und León erscheint vor dem von Sizilien und Aragonien.
- Huldigungen: Sie werden ausschließlich der Königin geleistet, da sie Inhaberin der Krone ist.
- Staatseinnahmen Kastiliens: Von ihnen werden die staatlichen Verpflichtungen bezahlt. Der Rest wird nach Absprache der Königin mit dem König verwendet.
- Staatseinnahmen Aragoniens und Siziliens: Es wird das gleiche Verfahren wie bei den Staatseinnahmen Kastiliens angewendet.
- Verwaltung des königlichen Vermögens: Die Königin ernennt Buchhalter und Schatzmeister und weist die Zahlungen in Kastilien an. Der König kann jedoch frei über Mittel verfügen die Isabella zur Verfügung stellt.
- Gnadenerweise und Ämter: Sie sind Angelegenheit der Königin
- Großmeisterämter und kirchliche Würdenträger: Sie werden gemeinsam entsprechend den Wünschen der Königin vorgeschlagen.
- Rechtsprechung: Sie geschieht gemeinsam, wenn sich beide Ehepartner am gleichen Ort befinden. Sind sie getrennt kümmert sich jeder um das Gebiet, in dem er sich befindet. In weiteren Fällen entscheidet ein zu bildendes Ratsgremium.
- Besetzung der Ortsverwaltungen der Städte: Das geschieht nach dem gleichen Verfahren wie die Rechtsprechung. Der König hat die gleichen Befugnisse wie die Königin.[2]

Es wurde nichts vereinbart über die bedeutenden außerordentlichen Einnahmen und auch nichts über die Außenpolitik und Kriegführung. Es findet sich in dem Vertrag auch kein Hinweis auf eine Aufgabenteilung.

## Weitere Entwicklung
Am 28. April 1475, während des Krieges gegen Portugal, erteilte die Königin ihrem Ehemann eine Vollmacht, die ihn ermächtigte in ihrem Namen alle Regierungshandlungen auszuführen, die ihr erlaubt waren. In den Reichen der Krone von Aragonien, in denen Ferdinand nach dem Tod seines Vaters Johann II. im Januar 1479 zum König ausgerufen wurde, stand nur Ferdinand die Regierung zu. Deswegen diktierte Ferdinand am 14. April 1481 in Catalayud eine Anordnung, in der er seine Ehefrau zur Mitregentin, Gouverneurin und allgemeinen Verwalterin in allen Reichen der Krone von Aragonien ernannte. Isabella hat aber praktisch nie in die aragonischen Angelegenheiten aktiv eingegriffen.